# Арланса
Арланса (ісп. Río Arlanza) — річка в північній Іспанії.

## Географія
Річка Арланса бере початок у горах Сьєрра-де-Нейла гірського масиву Сьєрра-де-ла-Деманда на території муніципалітету Кінтанар-де-ла-Сьєрра. Річка протікає провінціями Бургос і Паленсія, де впадає до річки Пісуерга, притоки Дору.